# Departamento de Transporte y Desarrollo de Luisiana
El Departamento de Transporte y Desarrollo de Luisiana (en inglés: Louisiana Department of Transportation and Development, DOTD) es la agencia estatal gubernamental encargada en la construcción y mantenimiento de toda la infraestructura ferroviaria, carreteras estatales; así como sus federales, locales e interestatales, y transporte aéreo del estado de Luisiana. La sede de la agencia se encuentra ubicada en Baton Rouge, Luisiana y su actual directora es Sherri Lebas.